# Gymnoscelis phoenicopus
Gymnoscelis phoenicopus là một loài bướm đêm trong họ Geometridae.